# Фалширмјегери
Фалширмјегери (од речи Fallschirm, = падобран, и Jäger, која је означавала пруску лаку и елитну пешадију) су били немачки падобранци за време Другог светског рата, који су први извели десантне операције већих размера. Код савезника, против којих су се борили, били су познати под именом „зелени врагови“. Током целог рата, фалширмјегерима је командовао генерал Курт Штудент.

## Историја

### 1920-е
Убрзани развој летелица и ваздухопловне технологије уопште, за време међуратног периода, привукао је пажњу маштовитих војних планера. Идеја о убацивању великог броја војника унутар непријатељске територије приписује се бриг. ген. Билију Мичелу, који је за време Првог светског рата био командант америчког ваздухопловног корпуса у Француској. Међутим, савезничка Врховна команда била је присиљена да напусти ту идеју, пошто је тада била потпуно неспремна да би се упустила у тако нешто, и у логистичком и у материјалном смислу. Међу првима, који су увидели потенцијал падобранских јединица, били су Италијани и Совјети. Са појавом падобранског скока на принудно отварање, у Италији 20-их година, при чему су уређаји за отварање падобрана имали везу за шину причвршћену дуж унутрашњег свода летилице. При уласку у авион редом би се њихови падобрански канапи качили, а искакање би било супротног редоследа, последњи закачени први би искакао. На овај начин су скокови били безбеднији и мање просторно растурање, те је подршка масовне падобранске пешадије постала ефикаснија, а самим тим је добила и на значају. Ова техника омогућила је скокове на нижим висинама, притом ограничивши изложеност непријатељској ватри и пруживши чвршћи контакт међу самим падобранцима, него што је то био случај када је коришћен систем отварања падобрана на свим резервама и на већини ученичких падобрана.

### 1930-е
Совјети су били први који су демонстрирали борбене могућности падобранске пешадије 30-их година, серијом маневара одржаних 1935. и 1936. г. Упркос тешким условима (совјетски падобранци имали су прво изаћи из транспортера Тупољев ТБ-3, кроз отвор на крову, а затим се постројити један до другог дуж крила, па тек онда скочити заједно), на земљу се успешно спустило 1.000 падобранаца, а за њима је следино други талас од 2.500 војника који се спустио путем једрилица. Окупљене снаге, уз подршку тешких митраљеза и лаке артиљерије, наставиле су да спроводе конвенционалне нападе. Међу страним посматрачима, био је присутан Херман Геринг.
Импресиониран тиме, амбициозни Геринг се током 30-их година посветио стварању немачких падобранских снага. Пошто је био пруски министар унутрашњих послова, он је 1933. године наредио да се формира специјална полицијска јединица (Polizeiabteilung z.b.V. Wecke, Полицајабтајлунг ц. б. Ф. Веке), чији је главни задатак био да штити званичнике Нацистичке партије. Организација ове јединице поверена је полицајмајору Валтеру Векеу, главокомандујућем над пруским полицијским снагама, који је у року од само два дана окупио специјалан одред од 14 официра и 400 људи. Дана 17. јула, одред је званично преименован у Ландесполицајгрупе Веке ц. б. Ф. (Landespolizeigruppe Wecke z.b.V.), поставши тако прва државна полиција у Немачкој. Недуго потом, 22. децембра исте године, јединица је поново променила назив, тиме што јој је уз назив придодато Герингово име (Landespolizeigruppe General Göring). Наредне две године припадници те јединици спроводили су конвенционалне полицијске дужности под командом Геринговог ађутанта, Фридриха Јакобија. Герингова намера је била да коначно створи формацију која би могла да се равна са Рајхсвером.
У периоду март-април 1935, Геринг ће од државне полиције створити прву наменску падобранску регименту (пук), давши јој 1. априла 1935. године ознаку Регимента Генерал Геринг (Regiment General Göring), непосредно након што је Хитлер увео обавезно служење војног рока које је ступило на снагу 16. марта 1935. Јединица је 1. октобра била инкорпорирана у новоформирани Луфтвафе, а обука је почела у Алтенграбову. Геринг је одлучио да се група добровољаца издвоји за падобранску обуку. Ови добровољци ће образовати језгро батаљона Фалширмшицен (Fallschirmschützen Bataillon), кадар за будуће Фалширмтрупе (Fallschirmtruppe). Јануара 1936. године, 600 људи и официра образовало је 1. јегерски батаљон, под заповедништвом Бруноа Бојера, и 15. инжињерску чету, и било пребачено на полигон у Дебериц да изврши десант, док је остатак регименте послат у Алтенграбов. Немачке ваздушно-десантне снаге званично су инаугурисане 29. јануара 1936. године, са дневним редом да позивају регруте на падобранску обуку у Стендалову падобранску школу, која се налазила 96 км западно од Берлина. Школа је почела са радом неколико месеци након што је прва падобранска јединица формирана јануара 1936. године и постала отворена за активно и резервно особље Луфтвафеа. Од подофицира, официра и других ранкова Луфтвафеа, захтевано је да се обави шест десанта како би добили Луфтвафеов падобрански беџ (уведен 5. новембра 1936).

## Битка за Крит
Једна од најзначајнијих борби у којима су учествовале немачке ваздушнодесантне јединице била је Операција Меркур (Битка за Крит). У осам ујутру 20. маја 1941. први талас падобранаца спустио се у близини ваздухопловних база Малема и Каније. Пошто је био дочекан убитачном ватром са земље већи део јединица које су избачене у близини аеродрома је уништен одмах при слетању. Немачке једрилице које су се спуштале у близини биле су одмах по слетању дочекане јаком ватром из минобацача и митраљеза и такође врло брзо неутралисане. Мањи број падобранаца који је услед ветра и других фактора који могу да омету ваздушни десант избачен даље од аеродрома успоставиле су одбрамбене положаје западно од Малемског аеродрома. Немце који су услед недостатка оруђа за подршку били приковани за те одбрамбене положаје пренеразио је фанатичан отпор цивилног становништва.
Други талас падобранаца који се спустио на земљу око четири сата поподне такође је дочекан силовито и није прошао ништа боље од првог. Тек пред крај дана немачке снаге почеле су да потискују један новозеландски пешадијски батаљон са коте 107 која је надвисивала аеродром.
Следећег јутра услед грешке у наређењима новозеланђани су се повукли са коте 107 али су наставили да је бомбардују артиљеријским оруђима. Чим су први падобранци утврдили на брду 107 на аеродром су почели да слећу немачки авиони који су транспортовали елементе 5. брдске пешадијске дивизије. Иако су неки транспортери били погођени већ при слетању остатак је ипак успео да допреми довољан број војника да би се учврстили одбрамбени положаји.
У ноћи између 21. и 22. маја два батаљона новозеландске пешадије покушала су да на препад заузму аеородром и одбаце немце даље од њега али их је дочекала добро организована одбрана на челу са падобранским јединицама. Услед недостатка подршке других јединица (а због страха Британаца да ће Немци покушати поморски десант) овај напад је пропао.
Коначно у од 28. до 31. маја под окриљем ноћи из луке Сафакија у Каиро је евакуисано 16.000 савезничких војника. Последњих 5.000 бранилаца који нису могли бити евакусани предало се у Сафакији 1. јуна.
Ипак последице ове акције осетили су и Немци који су имали између 6 и 22 хиљаде погинулих или рањених. Вероватно је управо овај губитак утицао на то да Нацисти не покушају падобранске операције приликом напада на Русију или пробају да пресеку линије снабдевања британским јединицама у Сев. Африци заузимањем Малте.

## „Десет заповести“
Фалширмјегери су као елитна бранша немачке војске имали посебне обичаје и понашање. Из докумената заробљеног припадника у Грчкој се види став елитне јединице кроз „10 заповести“:
1. Ти си елита Вермахта. Борба те испуњава. Тражићеш борбу и тренирати да би прошао сваки тест.
2. Негуј право другарство, заједно са твојим друговима ћеш тијумфовати или умрети.
3. Буди уздржан у разговору и непоткупљив. Мушкарци делају, жене ћаскају; ћаскање ће те одвести у гроб.
4. Смиреност и опрез, снага и одлучност, храброст и фанатични дух ће те учинити супериорним у нападу.
5. У борби са непријатељем муниција је најважнија ствар. Онај ко пуца без потребе, само да охрабри себе, је човек без петље.. Слаб је и не заслужују да буде падобранац
6. Никад се не предај. Твоја част лежи у победи или смрти.
7. Само са добрим оружјем можеш успети. Чувај га по принципу: прво оружје, онда ја.
8. Мораш научити целу операцију тако да, ако ту вођа погине у борби, можеш наставити дејство са смиреношћу и опрезом.
9. Бори се витешки против правог противника; наоружана паравојска не заслужује предају.
10. Држи очи широм отворене. Подеси се на највиши врх. Буди спретан као хрт, тврд као кожа, чврст као Крупов челик и постаћеш инкарнација немачког ратника.